# Испал
Испал или Есбол (каз. Есбол) — озеро в Аккайынском районе Северо-Казахстанской области Казахстана. Находится в 5 км к югу от села Смирново и в 2,5 км от села Коктерек.
По данным топографической съёмки 1940-х годов, площадь поверхности озера составляет 1,04 км². Наибольшая длина озера — 2 км, наибольшая ширина — 0,7 км. Длина береговой линии составляет 4,8 км, развитие береговой линии — 1,32. Озеро расположено на высоте 127,5 м над уровнем моря.